# Two Harbors, Minnesota
Two Harbors là một thành phố thuộc quận Lake, tiểu bang Minnesota, Hoa Kỳ. Năm 2010, dân số của thành phố này là 3745 người.

## Dân số
- Dân số năm 2000: 3613 người.
- Dân số năm 2010: 3745 người.